# Рожновский (Нижегородская область)
Рожновский — сельский посёлок в городском округе город Выкса Нижегородской области. Входит в состав административно-территориального образования рабочий посёлок Виля.
Полностью сгорел в результате лесного пожара 29 июля 2010 года. https://vr-vyksa.ru/derevenki/реквием-по-рожновскому/